# Нюнхерт, Эвелин
Эвелин Нюнхерт (нем. Eveline Nünchert, ур. Краац (нем. Kraatz); 13 мая 1943) — немецкая шахматистка, мастер ФИДЕ среди женщин (1990).

## Биография
В 1960-е и 1970-е годы была одной из ведущих шахматисток Германской Демократической Республики (ГДР). В чемпионатах ГДР по шахматам среди женщин завоевала золотую (1973), три серебряные (1963, 1970, 1974) и пять бронзовых (1964, 1971, 1972, 1978, 1981) медалей. Представляла сборную ГДР на шахматной олимпиаде в 1963 году и в командном зачёте завоевала бронзовую медаль.
В 1994 году была третьей на чемпионате Германии по блицу среди женщин. Также успешно участвовала в чемпионатах Германии по шахматам среди сеньоров, в которых три раза побеждала (2007, 2008, 2010), а один раз заняла третье место (2014). В немецкой шахматной Бундеслиге среди женских команд представляла клуб «USV Potsdam» (Потсдам) и в сезоне 1992/93 годов с 9½ очками из 11 показала лучший результат на своем столике.